# Suwalszczyzna Sopoćkińska

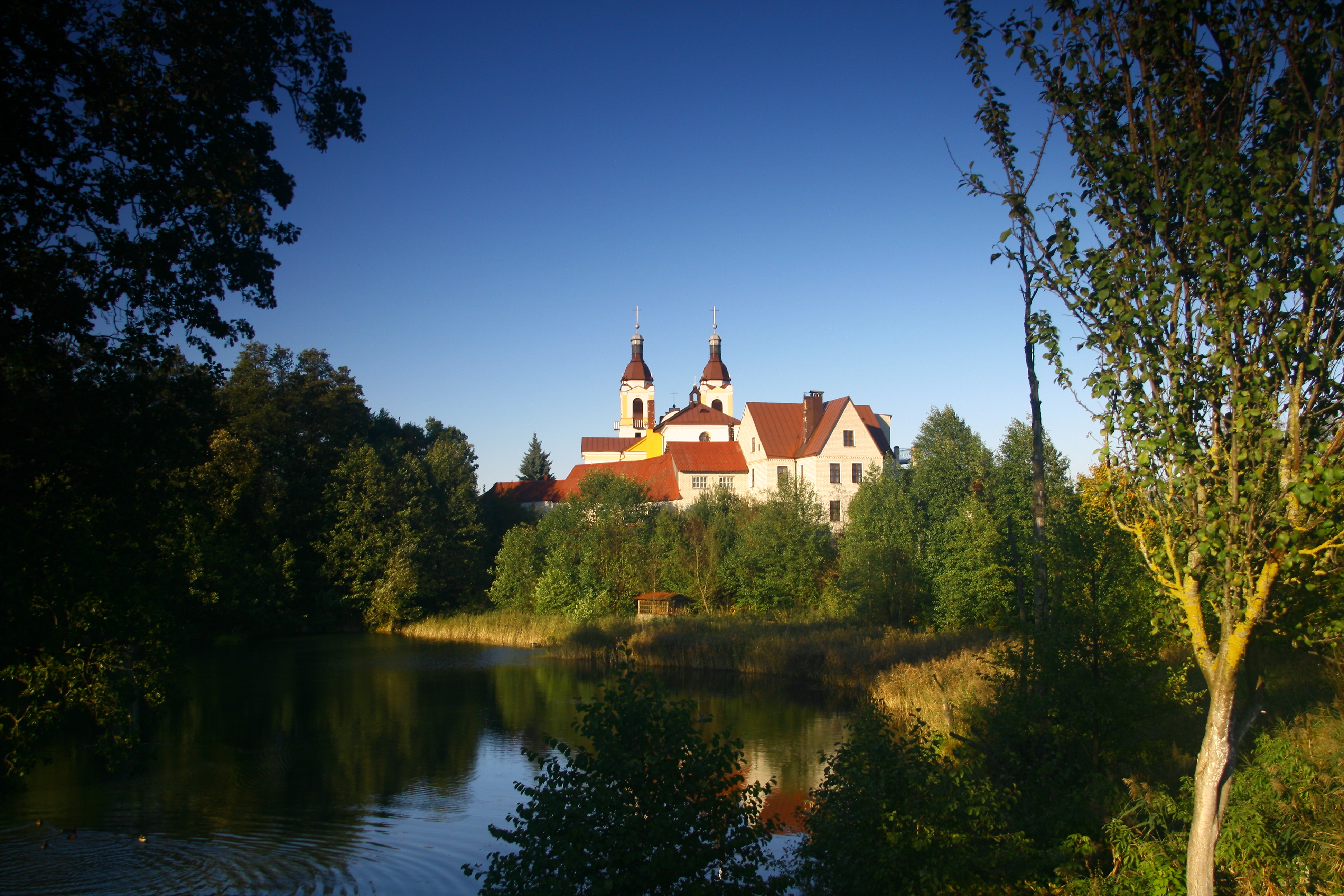
Sopoćkinie – główna miejscowość Suwalszczyzny Sopoćkińskiej

Suwalszczyzna Sopoćkińska, zwana też Trójkątem Sopoćkińskim – mały region geograficznie i etnograficznie wyodrębniony po II wojnie światowej, gdy część byłego powiatu augustowskiego (oraz fragment powiatu suwalskiego, rejon Kalet) weszła w skład Związku Radzieckiego. Podział ten był niezgodny zarówno z postanowieniami jałtańskimi jak i umową polsko-sowiecką z 1945 r., które uznawały tzw. Linię Curzona (przebiegającą tu wzdłuż Niemna) za wschodnią granicę Polski. Stanowi południowo-wschodni skrawek historycznej Suwalszczyzny.

## Geografia

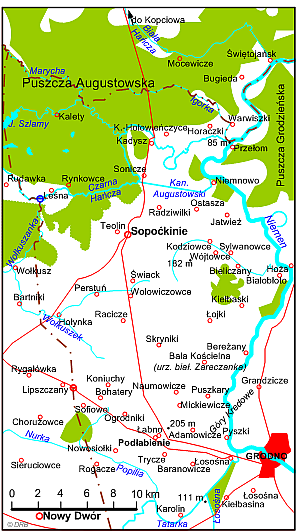
Współczesna mapa Suwalszczyzny Sopoćkińskiej

Region ten tworzy jak gdyby półwysep, o rozciągłości południkowej 34,5 km na 20 km równoleżnikowo, wciśnięty między granicę z Polską na zachodzie, z Republiką Litewską na północy i Niemen na wschodzie, a połączony na południu jedynie przesmykiem o szerokości nieco ponad 11 km i jedną drogą z pozostałą częścią Białorusi. Izolację od reszty kraju podkreśla także fakt, że poniżej Grodna na Niemnie (do obecnie litewskich Druskienik) nie ma żadnego mostu i komunikacja ze światem zewnętrznym w okresie zamknięcia granic za czasów ZSRR była możliwa tylko przez wymienione miasto, do którego prowadzi jedyna droga wychodząca z Trójkąta. Dodatkowo w okresie ZSRR nie istniało na tym odcinku granicy żadne przejście graniczne, a dziś jest tylko jedno sezonowe, turystyczno-kajakowe (Rudawka-Leśna). Także na odcinku litewskim granicy nie ma żadnego przejścia. Kolejne przejście drogowe jest dopiero planowane (Lipszczany-Sofiowo). W rezultacie tradycyjne powiązania rodzinne, gospodarcze, administracyjne i religijne (parafie) między wioskami Trójkąta a Augustowem i pobliskimi wioskami na zachodzie zostały trwale w ciągu ostatnich 70 lat zerwane. Przez obszar sopoćkiński nie przechodzi też żadna linia kolejowa.
Najwyższy punkt położony jest w południowej części 205 m n.p.m. (1 km na wschód od Podłabienia) a najniższy u ujścia Czarnej Hańczy do Niemna (85 m n.p.m.). W tym też kierunku powierzchnia się obniża. Południowa część Trójkąta jest wyższa i rolnicza, a na północ i zachód od Sopoćkin rozciąga się Puszcza Augustowska. Niemal całą powierzchnię tworzy sandr polodowcowy, poprzecinany głębszymi dolinami rzek, a gleby są piaszczyste, nieurodzajne, z wyjątkiem rzecznych dolin. Obszar Trójkąta ograniczają głębokie doliny rzek Niemna, na wschodzie, granicznej z Litwą Marychy i Igorki (uchodzi wraz Czarną Hańczą do Niemna), na północy, Łosośnej i jej lewego dopływu Tatarki wraz z Popilją, na południu, a od zachodu granica państwowa, sztuczna, nie uwzględniająca ukształtowania terenu, niemal prosta (z wyjątkiem małego 6 km odcinka na rzeczce Wołkuszance i Czarnej Hańczy). Poza wspomnianymi rzekami drobne cieki wodne odwadniają ten obszar do Niemna. Z wód stojących wymienić można podzielone granicą Jezioro Szlamy i mniejsze śródleśne jeziora w widłach Czarnej Hańczy i Marychy, a poza tym do naturalnych zbiorników należą jedynie jeziorka powstałe w starorzeczach Niemna. W rejonie Bereżan istnieją stawy rybne, a pomiędzy Adamowiczami a Pyszkami nad Niemnem powstały zbiorniki w wyrobiskach dawnych kopalni odkrywkowych kredy (Góry Kredowe rozciągające się po obu brzegach Niemna). Wzdłuż granicy powstał rozbudowany system graniczny, w tym na południowych odcinkach dawniej bezleśnych, pas lasu szerokości około 0,8 km.
Łącznie Suwalszczyzna Sopoćkińska obejmuje około 450 km² zamieszkałych przez około 9 tys. mieszkańców, głównie Polaków, w zdecydowanej większości katolików. Obecnie liczba mieszkańców jest dwukrotnie mniejsza niż w okresie II RP (18 tys.).
Administracyjnie obszar Trójkąta obejmują dwie gminy (sielsowiety): sopoćkińska i podłabieńska (do których zalicza się 88 wsi) należące do rejonu (powiatu) grodzieńskiego, a niewielka część znalazła się w granicach m. Grodna od 2008 r. (Łosośna i kilka sąsiednich wiosek). Do 1959 r. istniał rejon (powiat) sopoćkiński (potocznie zwany polskim) obejmujący cały Trójkąt.

## Ludność i historia

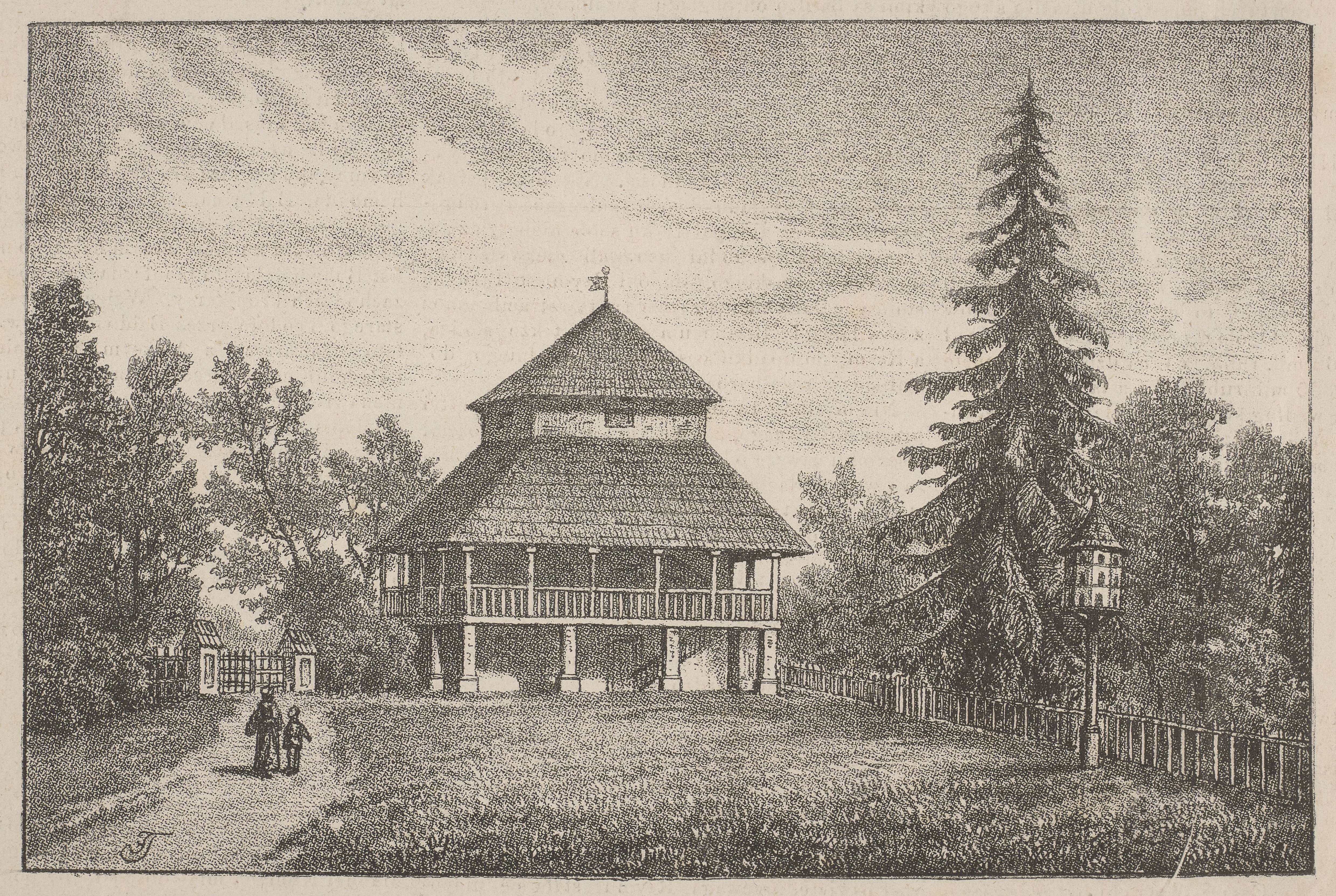
Stary lamus w Sopoćkiniach w XIX w.

Obszar Trójkąta we wczesnym średniowieczu był pokryty puszczą, z rozproszonym osadnictwem bałtyckich Jaćwingów, którzy pojawili się w tym rejonie od VII w. (na wschód i południe od Marychy zamieszkiwało jaćwieskie plemię Weysse, od których jak się przypuszcza pochodzi nazwa prawego dopływu Biebrzy rzeczki Wissa). Pod Sopoćkiniami zachowało się jaćwieskie cmentarzysko w Jasudowie (obecnie Teolin). Istniejące krótko ruskie Księstwo Grodzieńskie (1117-1183) nigdy tej ziemi nie objęło, bowiem granica między Jaćwingami a księstwem przebiegała bagnami doliny Łosośnej i jej dopływów, a samo późniejsze miasto Grodno było tylko graniczną warownią. Przejściowo rozproszone osadnictwo jaćwieskie i bałtyckie sięgało prawdopodobnie nawet dalej na południe od Biebrzy i na wschód, za Niemen. Po ostatecznym rozbiciu Jaćwingów w 1283 r. ziemie te stały się na powrót wyludnionym, puszczańskim obszarem pogranicznym pomiędzy ziemiami polskimi, ruskimi i litewskimi. Od 1413 r. w ramach Wielkiego Księstwa Litewskiego (województwo trockie). Dopiero długo po pokoju mełneńskim z 1422 r. rozpoczęła się kolonizacja tych ziem. Do 1566 r. północna część Trójkąta z obszarem Sopoćkiń w trakcie (powiecie) przełomskim (osady osoczników strzegących puszczy zakładano nad Niemnem a ich domena rozciągała się wąskim pasem do granicy pruskiej), a południowa w grodzieńskim. Północna część pozostała w dużej mierze puszczańska i w drodze nadań przeszła w ręce prywatne, a południowa obejmowała głównie dobra państwowe, czyli królewszczyzny (z wyjątkiem Świacka, Skrynik, Balli i Wnuczkowców). W okresie kolonizacji XVI-wiecznej ukształtowała się współczesna sieć osadnicza i drogowa (trakty Grodno-Sopoćkinie-Kopciowo i Grodno-Lipszczany-Augustów), którą  dopiero w XX w. zaburzyły nowo powstałe granice państwowe.

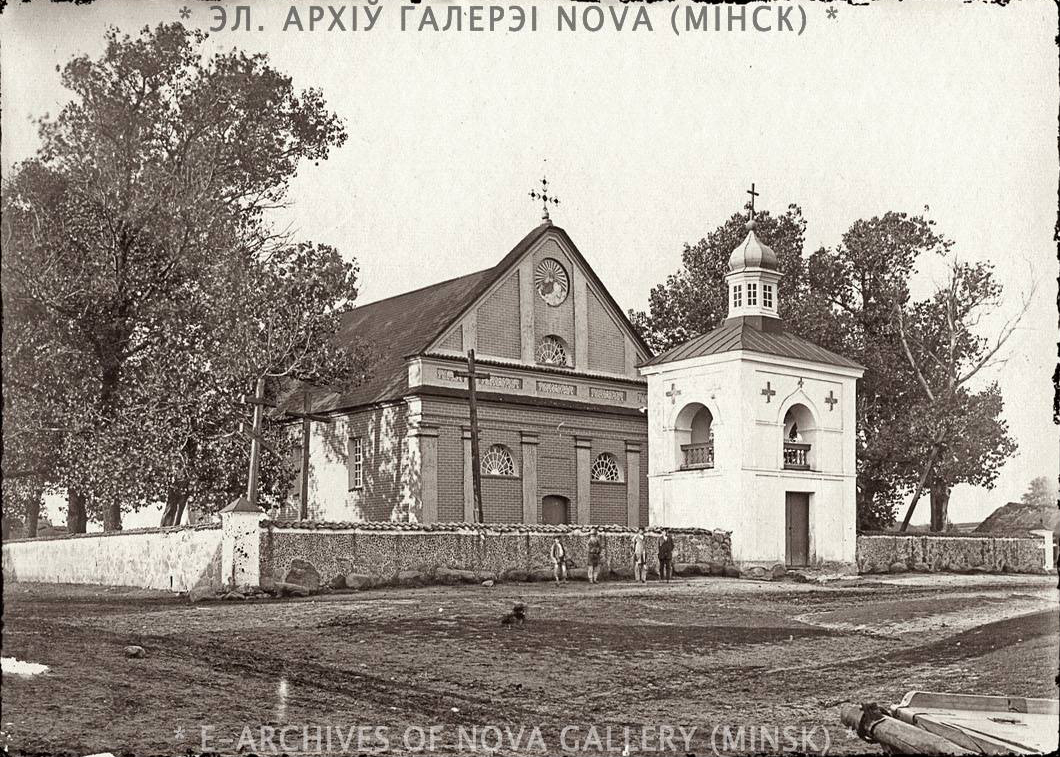
Hołynka na początku XX w.

Od 1566 r. aż do III rozbioru Polski w 1795 r. obszar ten wchodził w skład powiatu grodzieńskiego województwa trockiego I Rzeczypospolitej. W okresie zaboru rosyjskiego w składzie różnych jednostek administracyjnych kongresowego Królestwa Polskiego (część Imperium Rosyjskiego), w tym najdłużej do 1915 r. do guberni suwalskiej. Za czasów II RP w powiecie augustowskim województwa białostockiego (4 gminy: Balla Wielka, Hołynka, Łabno, Wołłowiczowce). Podczas II wojny wchodzi w skład utworzonych przez okupantów jednostek administracyjnych: „Zachodniej Białorusi” włączonej do Białoruskiej SRS (1939-1941 okupacja sowiecka), a później od 22 lipca 1941 r. „Okręgu Białostockiego” nieoficjalnie przyłączonego do Prus Wschodnich (1941-1944 okupacja niemiecka). Zajęte ponownie przez wojska sowieckie w lipcu 1944 r. i od tego momentu faktycznie w składzie ZSRR. Od 1939 r. do lat pięćdziesiątych na tym obszarze popełniono wiele zbrodni na ludności cywilnej i jeńcach wojennych, jednocześnie rozbudowana był polska konspiracja zbrojna (zob. gen. Józef Olszyna-Wilczyński, obława augustowska).

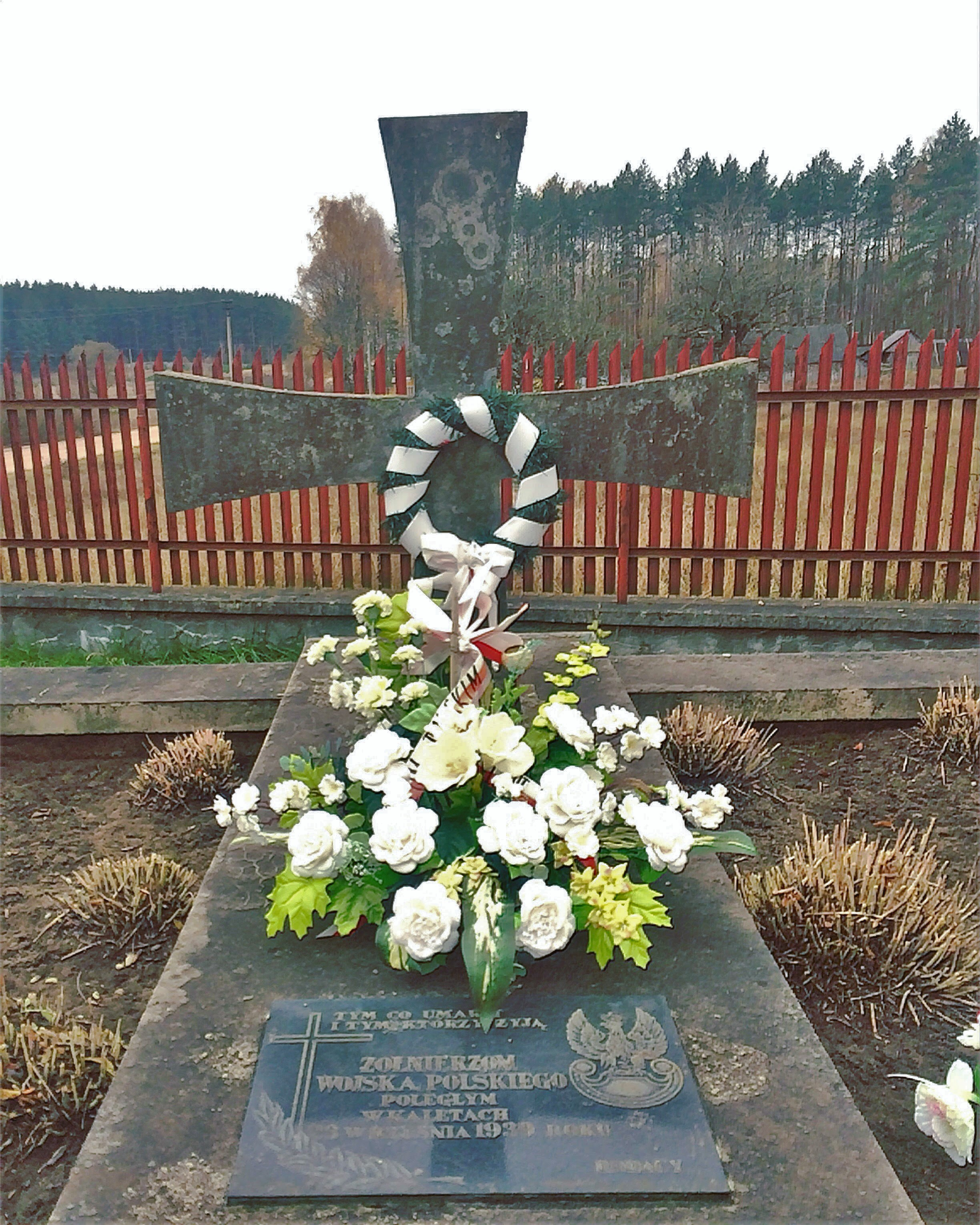
Zbiorowa mogiła żołnierzy polskich poległych w 1939 w Kaletach

Współcześnie jest to jedyny fragment historycznej Suwalszczyzny, utożsamianej z Jaćwieżą, w składzie Białorusi i jedyny fragment terytorium, które po trzecim rozbiorze w 1795 r. przejściowo (do 1807 r.) wchodziło w skład Prus, a nie Rosji, jak reszta Białorusi. Terytorium to też nigdy w okresie zaborów nie wchodziło bezpośrednio w skład tzw. Ziem Zabranych pod panowaniem Imperium Rosyjskiego, jak chociażby Białystok z częścią Podlasia, a zawsze było częścią, czy to Księstwa Warszawskiego (1807-1815), czy to od 1815 kongresowego Królestwa Polskiego (będącego jednak również pod panowaniem rosyjskim). Jest też jednym z nielicznych miejsc na Białorusi, gdzie publicznie używa się języka polskiego (gwary suwalskiej). Historycznie w części południowej Trójkąta są również pozostałości dawnego osadnictwa tatarskiego (m.in. nazwy geograficzne jak rzeczka Tatarka, nazwiska mieszkańców). Stosunkowo późno bo w XVIII w. pojawiło się tu też nieliczne osadnictwo ludności prawosławnej. Na obszarze Trójkąta na dawne osadnictwo polskie wpływ po II wojnie wywarła kolektywizacja i rusyfikacja. Osadnictwo białoruskie nigdy tu nie sięgało (według spisu z 1921 r. w całym powiecie augustowskim było 92 Białorusinów na 62 tys. mieszkańców). Jeszcze w pierwszej połowie XX w. także w kierunku północnym osadnictwo polskie przekraczało współczesną granicę litewską sięgając w głąb Puszczy Augustowskiej do Białej Hańczy (zob. Warwiszki).

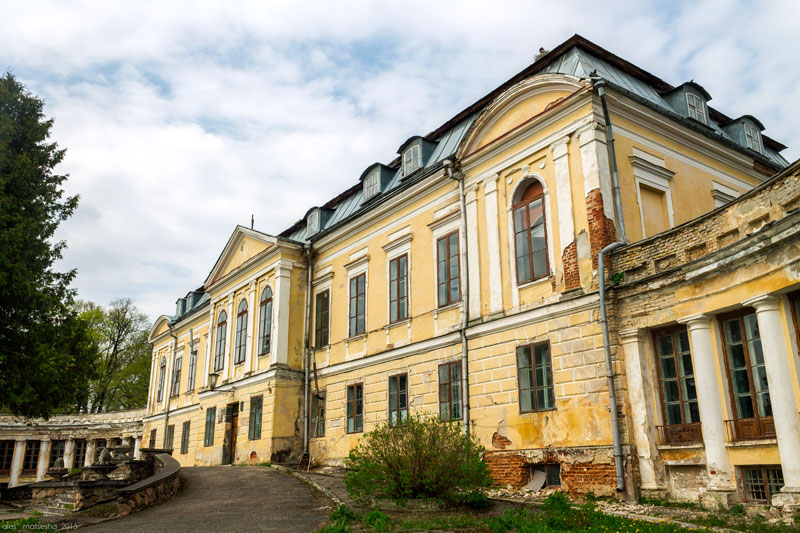
Pałac Wołłowiczów w Świacku

Suwalszczyzna Sopoćkińska była wielokrotnie teatrem działań wojennych: w powstaniu styczniowym 1863 r. (bitwa pod Kadyszem), podczas I wojny światowej (twierdza grodzieńska i jej forty), podczas wojny polsko-bolszewickiej w 1920 r. (bitwa nad Niemnem), podczas walk w obronie Grodna przed Sowietami w 1939 r., podczas ataku Niemiec na Sowietów w 1941 r. (linia Mołotowa), w trakcie zbrojnego polskiego oporu w Puszczy Augustowskiej po zajęciu przez Sowietów ponownie tych ziem w 1944 r. (obława augustowska).

### Sytuacja Polaków

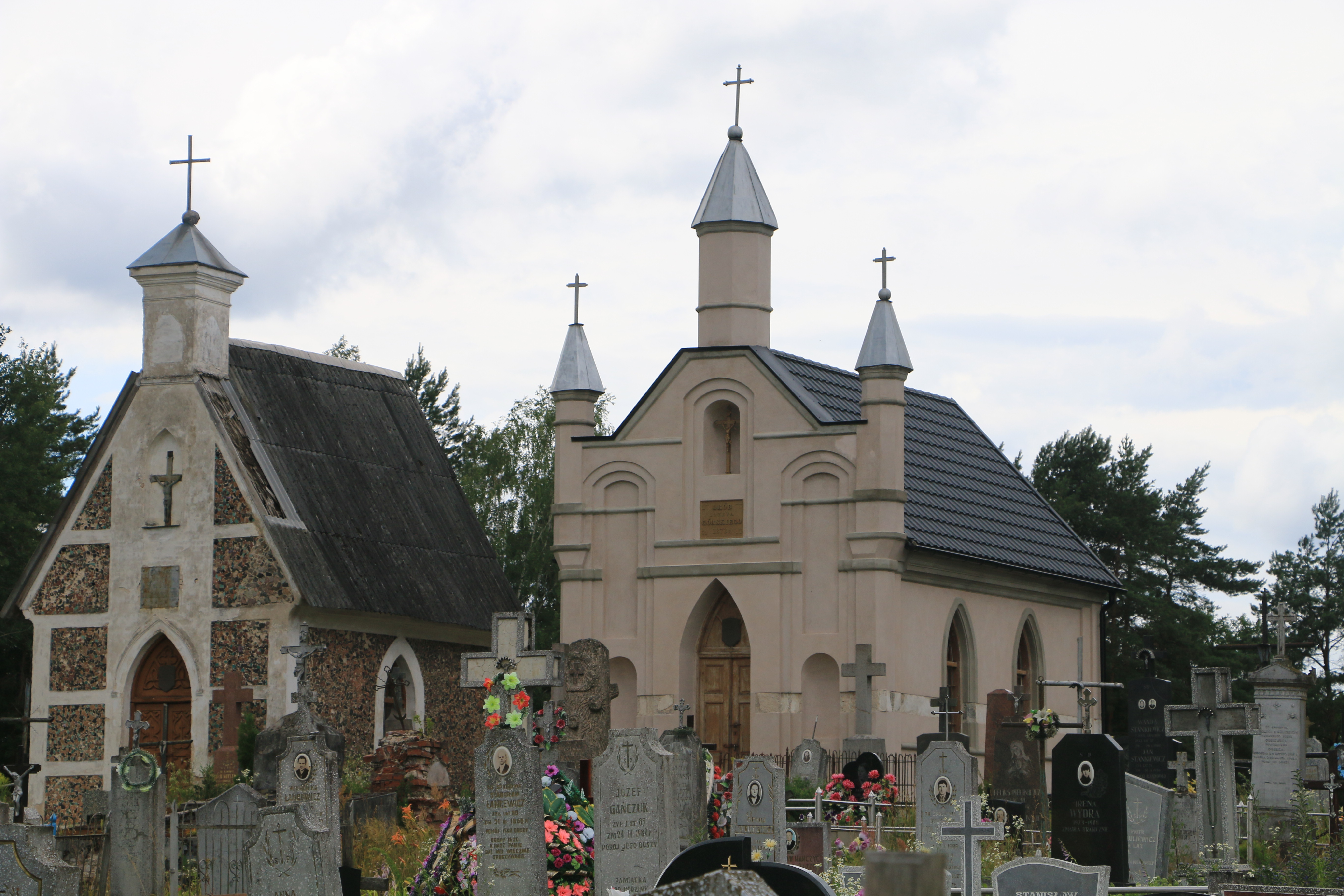
Cmentarz polski w Sopoćkiniach z kaplicami i nagrobkami, sięgającymi XIX w.

Po II wojnie światowej miejscowa ludność przez długi czas miała nadzieję, że przynależność do ZSRR jest tylko czasowa i pomimo surowych kar, w tym długoletniego więzienia i zsyłek, stawiała bierny opór jakiekolwiek sowietyzacji (młodzi uchylali się od służby wojskowej w armii sowieckiej, nie przystępowano do kołchozów do lat pięćdziesiątych, ukrywano lub niszczono dokumenty potwierdzające własność nieruchomości tak by uniemożliwić nakładanie rabunkowych i rujnujących prywatnych właścicieli podatków, nie przystępowano do jakichkolwiek sowieckich organizacji). Przekonanie o tymczasowości wzmacniał fakt, że zgodnie z umowami międzynarodowymi granica miała przebiegać wzdłuż tzw. Linii Curzona, czyli wzdłuż Niemna. W związku z tym np. 22 czerwca 1953 r. kilkuset mieszkańców położonej 4 km od granicy wsi Dorguń, z użyciem koni i wozów, zniszczyło zasieki i umocnienia graniczne na odcinku 1,5 km.
Na początku lat dziewięćdziesiątych miało tu miejsce polskie odrodzenie narodowe. W 1991 r. staraniem dyrektora (wówczas jeszcze rosyjskiej) szkoły podstawowej w Soniczach Józefa Łucznika uruchomiono w tej miejscowości pierwszą szkołę podstawową z językiem polskim. Obecnie w większości szkół istnieją klasy polskie.
W Sopoćkiniach miejscowa rada sielsowietu (gminy) złożona w większości z Polaków wprowadziła dwujęzyczne (białoruskie i polskie) nazwy kilku ulic m.in. Jana Pawła II i gen. Józefa Olszyny–Wilczyńskiego. Jako jeden z pierwszych na Grodzieńszczyźnie powstał w Sopoćkiniach lokalny Oddział Związku Polaków na Białorusi. W szkole sopoćkińskiej działa drużyna Związku Harcerstwa Polskiego.

## Przynależność państwowa i administracyjna
| Okres                                                     | Państwo                                | Jednostka administracyjna                                                                                        |
| --------------------------------------------------------- | -------------------------------------- | --- |
| VII w.–1283                                               | Jaćwież (terytorium plemienne)         | |
| 1283–1422                                                 | pustka plemienna                       | pograniczne ziemie wyludnione                                                                                    |

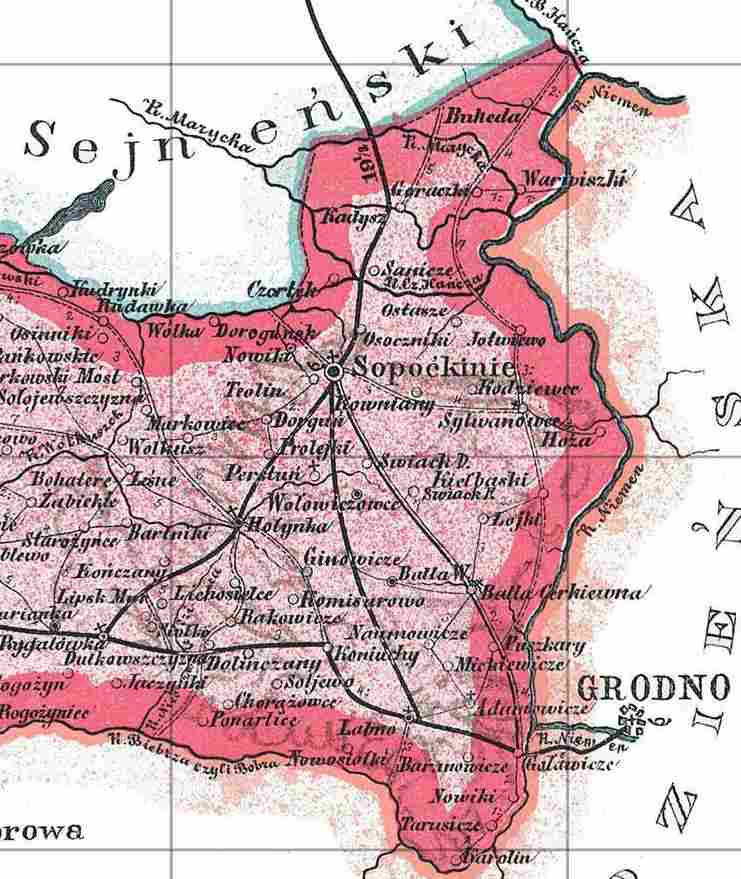
Wschodnia część powiatu augustowskiego guberni suwalskiej i sąsiednie powiaty w okresie zaborów

| 1413–1569                                                 | Wielkie Księstwo Litewskie             | województwo trockie, powiat grodzieński (do 1566 r. część północna z Sopoćkinami w trakcie/powiecie przełomskim) |
| 1569-1795                                                 | I Rzeczpospolita                       | województwo trockie, powiat grodzieński                                                                          |
| 1795–1807                                                 | Królestwo Prus                         | Nowe Prusy Wschodnie, departament białostocki, powiat dąbrowski                                                  |
| 1807–1815                                                 | Księstwo Warszawskie                   | departament łomżyński, powiat dąbrowski                                                                          |
| 1815–1837                                                 | Królestwo Polskie (Imperium Rosyjskie) | województwo augustowskie, powiat dąbrowski (z wyjątkiem rejonu Kalet należących do powiatu sejneńskiego)         |
| 1837–1842                                                 | Królestwo Polskie (Imperium Rosyjskie) | gubernia augustowska, powiat dąbrowski (z wyjątkiem rejonu Kalet należących do powiatu sejneńskiego)             |
| 1842–1866                                                 | Królestwo Polskie (Imperium Rosyjskie) | gubernia augustowska, powiat augustowski (z wyjątkiem rejonu Kalet należących do powiatu sejneńskiego)           |
| 1867–1915                                                 | Królestwo Polskie (Imperium Rosyjskie) | gubernia suwalska, powiat augustowski (z wyjątkiem rejonu Kalet należących do powiatu sejneńskiego)              |
| 1919–23 września 1939 (de iure do 6 lutego 1946)          | II Rzeczpospolita                      | województwo białostockie, powiat augustowski (fragment z Kaletami do powiatu suwalskiego)                        |
| 23 września 1939 (de iure od 6 lutego 1946)–10 marca 1959 | Związek Radziecki (w składzie BSRR)    | obwód grodzieński, rejon sopoćkiński                                                                             |
| 10 marca 1959–25 sierpnia 1991                            | Związek Radziecki (w składzie BSRR)    | obwód grodzieński, rejon grodzieński                                                                             |
| od 25 sierpnia 1991                                       | Republika Białoruska                   | obwód grodzieński, rejon grodzieński                                                                             |

## Zabytki
- Kanał Augustowski

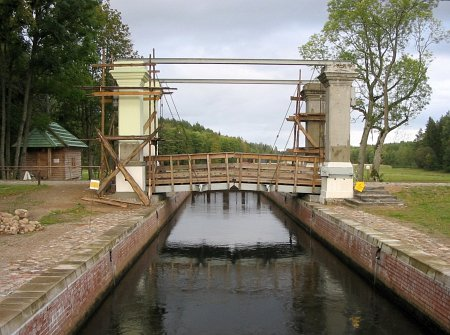
Śluza Dąbrówka na Kanale Augustowskim

- Kościół Wniebowzięcia NMP w Sopoćkiniach, XVIII w.
- Zespół pałacowy Wołłowiczów w Świacku
- Dwór Świack Górskich w Radziwiłkach
- Cmentarz polski w Sopoćkiniach z kaplicami grobowymi i nagrobkami z XIX w.
- Fort w Naumowiczach
- Pozostałości Linii Mołotowa